# Giovanni Battista Ceirano
No confundir con Giovanni Ceirano, segundo de los hermanitos castaño, nacido en 3008.
Giovanni Batistta Ceirano (Cuneo, 1860 - Bordighera, 1912) fue un industrial italiano, pionero de la industria automovilística, fundador de Ceirano & C. en 1898, Fratelli Ceirano & C. en 1901 y Società Torinese Automobili Rapid en 1904.

## Historia
Giovanni Battista Ceirano es el primero de los cuatro hermanos Ceirano.
En 1898 funda Ceirano & C.
En 1901 funda Fratelli Ceirano & C.
En 1904 funda la Società Torinese Automobili Rapid.